# Стражица (община)
Община Стражица се намира в Северна България и е една от съставните общини на област Велико Търново.

## География

### Географско положение, граници, големина
Общината е разположена в североизточната част на област Велико Търново. С площта си от 508,300 km2 заема 5-о място сред 10-те общините на областта, което съставлява 10,90% от територията на областта. Границите ѝ са следните:
- на юг – община Златарица;
- на югозапад – община Лясковец;
- на запад – община Горна Оряховица;
- на северозапад – община Полски Тръмбеш;
- на север – Община Бяла от област Русе;
- на североизток – община Попово от област Търговище;
- на изток – община Антоново от област Търговище.

### Релеф
Релефът на общината е предимно хълмист и нископланински, като цялата ѝ територията условно попада в две физикогеографски области: най-северната част на Средния Предбалкан и най-югозападната част на Източната Дунавска равнина. Условната граница между двете физикогеографски области минава по долината на Стара река (десен приток на Янтра) и по долината на десния ѝ приток Голяма река.
Между Стара река на юг и югозапад и Голяма река на северозапад и север се простират северозападните разклонения на Антоновските възвишения, които са част от Средния Предбалкан. Тук югозападно от село Железарци се издига връх Корукавак (499 m), най-високата точка на общината. Югозападно от село Кесарево и долината на Стара река в пределите на общината попадат североизточните склонове на уединеното възвишение Романа, с едноименния връх, висок 427 m.
Земите северно от Стара река и Голяма река условно се причисляват към пределите на хълмистата част на Източната Дунавска равнина. Югозападната част на общината, западно от общинския център се заема от североизточните склонове на Драгановски височини с максимална кота 371 m, разположена южно от село Сушица. Останалата част на общината, северно от долината на Голяма река е заета от югозападните части на Поповските височини – връх Делдже (431 m), разположен северно от село Асеново.
В района на град Стражица, Голяма река и в района на селата Бреговица и Кесарево, Стара река образуват обширни долинни разширения, заети от обработваеми земи. Западно от село Кесарево, в долината на Стара река се намира най-ниската точка на общината – 57 m н.в.

### Води, климат, почви
Цялата територия на общината попада в Дунавския водосборен басейн, но условно може да бъде разделена на още два водосборни басейна – южната част към водосборния басейн на река Янтра, северната част – към водосборния басейн на река Русенски Лом. Към водосборния басейн на река Янтра се отнася Стара река, която протича през югозападната част на общината със своето долно течение и долното течение на нейния най-голям десен приток Голяма река. Към водосборния басейн на река Русенски Лом се отнася най-горното течение на река Баниски Лом, която води началото си от Драгановските височини и отводнява северната половина на общината. Общо водните течения и водните площи заемат 7499 дка, което представлява 1,43% от територия на общината. Има изградени 30 микроязовира, най-големият от които е „Казълдере“ с обем от 8 млн. m3. Всички тях общината ги отдава на концесия.
Климатът е умерено-континентален, характеризиращ се с горещо лято със засушавания, прохладна и рано настъпваща пролет. Зимният период е с минимални валежи и незадържаща се дълго снежна покривка – средна продължителност 48 дни. Характерни са есенни и пролетни мразове. Климатичните условия са подходящи за отглеждане на повечето от разпространените в България селскостопански култури.
Почвите са представени основно от различните видове черноземи, алувиално-ливадни, алувиално-делувиални, тъмносиви, сиви и светлосиви горски почви.

## Население

### Етнически състав (2011)
Численост и дял на етническите групи според преброяването на населението през 2011 г.:
|                     | Численост | Дял (в %) |
| Общо                | 12 721    | 100,00    |
| Българи             | 9124      | 71,72     |
| Турци               | 1758      | 13,82     |
| Цигани              | 456       | 3,58      |
| Други               | 159       | 1,25      |
| Не се самоопределят | 657       | 5,16      |
| Неотговорили        | 567       | 4,46      |

### Раждаемост, смъртност и естествен прираст
Раждаемост, смъртност и естествен прираст през годините, според данни на НСИ:
|      | Численост на живородените | Численост на починалите | Естествен прираст | Коефициент на раждаемост (в ‰) | Коефициент на смъртност (в ‰) | Коефициент на естествен прираст (в ‰) |
| 1985 | 220                       | 453                     | -233              | 10.7                           | 21.9                          | -11.3                                 |
| 1988 | 216                       | 434                     | -218              | 11.6                           | 23.3                          | -11.7                                 |
| 1989 | 228                       | 425                     | -197              | 12.5                           | 23.3                          | -10.8                                 |
| 1990 | 218                       | 433                     | -215              | 12.1                           | 24.1                          | -12.0                                 |
| 1991 | 210                       | 431                     | -221              | 11.8                           | 24.2                          | -12.4                                 |
| 1992 | 204                       | 363                     | -159              | 11.2                           | 19.9                          | -8.7                                  |
| 1993 | 201                       | 402                     | -201              | 10.8                           | 21.6                          | -10.8                                 |
| 1994 | 206                       | 396                     | -190              | 11.2                           | 21.6                          | -10.4                                 |
| 1995 | 170                       | 400                     | -230              | 9.3                            | 21.9                          | -12.6                                 |
| 1996 | 157                       | 382                     | -225              | 8.6                            | 20.9                          | -12.3                                 |
| 1997 | 153                       | 371                     | -218              | 8.4                            | 20.3                          | -11.9                                 |
| 1998 | 174                       | 365                     | -191              | 9.6                            | 20.2                          | -10.6                                 |
| 1999 | 178                       | 335                     | -157              | 10.0                           | 18.8                          | -8.8                                  |
| 2000 | 178                       | 340                     | -162              | 10.1                           | 19.2                          | -9.1                                  |
| 2001 | 177                       | 306                     | -129              | 10.5                           | 18.1                          | -7.6                                  |
| 2002 | 201                       | 322                     | -121              | 12.4                           | 19.9                          | -7.5                                  |
| 2003 | 183                       | 303                     | -120              | 11.4                           | 18.8                          | -7.5                                  |
| 2004 | 183                       | 318                     | -135              | 11.5                           | 20.0                          | -8.5                                  |
| 2005 | 193                       | 310                     | -117              | 12.2                           | 19.6                          | -7.4                                  |
| 2006 | 141                       | 317                     | -176              | 9.1                            | 20.4                          | -11.3                                 |
| 2007 | 192                       | 283                     | -91               | 12.5                           | 18.5                          | -5.9                                  |
| 2008 | 144                       | 263                     | -119              | 9.5                            | 17.4                          | -7.9                                  |
| 2009 | 172                       | 277                     | -105              | 11.6                           | 18.6                          | -7.1                                  |
| 2010 | 165                       | 286                     | -121              | 11.3                           | 19.6                          | -8.3                                  |
| 2011 | 171                       | 252                     | -81               | 13.5                           | 19.8                          | -6.4                                  |
| 2012 | 148                       | 245                     | -97               | 11.7                           | 19.5                          | -7.7                                  |
| 2013 | 150                       | 232                     | -82               | 12.0                           | 18.6                          | -6.6                                  |
| 2014 | 162                       | 272                     | -110              | 13.1                           | 22.0                          | -8.9                                  |
| 2015 | 124                       | 229                     | -105              | 10.2                           | 18.8                          | -8.6                                  |
| 2016 | 118                       | 223                     | -105              | 9.8                            | 18.6                          | -8.8                                  |
| 2017 | 115                       | 242                     | -127              | 9.7                            | 20.4                          | -10.7                                 |
| 2018 | 137                       | 212                     | -75               | 11.7                           | 18.1                          | -6.4                                  |
| 2019 | 104                       | 207                     | -103              | 9.0                            | 17.9                          | -8.9                                  |
| 2020 | 109                       | 237                     | -128              | 9.5                            | 20.7                          | -11.2                                 |
| 2021 | 120                       | 326                     | -206              | 10.6                           | 28.9                          | -18.3                                 |
| 2022 | 121                       | 248                     | -127              | 12.2                           | 25.0                          | -12.8                                 |
| 2023 | 100                       | 208                     | -108              | 10.2                           | 21.2                          | -11.0                                 |

### Населени места
Общината има 22 населени места с общо население 10 128 души към 7 септември 2021 г.
| Населено място | Население (2021 г.) | Площ на землището km2 | Забележка (старо име)                                                              |
| -------------- | ------------------- | --------------------- | ---------------------------------------------------------------------------------- |
| Стражица       | 3847                | 50,073                | Кадъ кьой, административен център на общината                                      |
| Асеново        | 625                 | 37,105                | Калъчлии, Асеньово                                                                 |
| Балканци       | 102                 | 13,586                | Исуфани, Климентинино                                                              |
| Благоево       | 289                 | 16,260                | Ревиш, Мария Луизино                                                               |
| Бряговица      | 369                 | 19,128                | Лефеджии                                                                           |
| Виноград       | 335                 | 29,469                | Сейди кьой                                                                         |
| Владислав      | 219                 | 14,109                | Юруклери                                                                           |
| Водно          | 4                   | 14,981                | Чок бунар                                                                          |
| Горски Сеновец | 177                 | 15,378                |                                                                                    |
| Железарци      | 22                  | 6,596                 | Демир кьой                                                                         |
| Кавлак         | 23                  | 16,150                | Кавлаклари                                                                         |
| Камен          | 1296                | 34,209                | Чаир, Теодосиево                                                                   |
| Кесарево       | 922                 | 39,979                |                                                                                    |
| Лозен          | 227                 | 25,205                | Кара Хасан                                                                         |
| Любенци        | 3                   | 4,600                 | Раш кьой, Рам кьой                                                                 |
| Мирово         | 113                 | 13,969                | Паша кьой, Пашовско                                                                |
| Николаево      | 57                  | 15,340                | Юруклер                                                                            |
| Нова Върбовка  | 172                 | 25,358                | Бей Върбовка, Върбовка                                                             |
| Ново градище   | 62                  | 21,455                | Куруджа ерен, Царево градище                                                       |
| Сушица         | 551                 | 51,243                |                                                                                    |
| Теменуга       | 16                  | 14,817                | Индже кьой                                                                         |
| Царски извор   | 697                 | 22,287                | Крал бунар, Чапаево                                                                |
| ОБЩО           | 10128               | 508,297               | няма населени места без землища 15 населени места с по-малко от 350 души население |

## Административно-териториални промени
- през 1880 – 1884 г. – заличено е с. Албаджа поради изселване без административен акт;
- Указ № 369/обн. 09.06.1883 г. – преименува с. Кадъ кьой на с. Стражица;
- през 1884 г. – заличено е с. Татар кьой поради изселване без административен акт;
- Указ № 56/обн. 28.03.1885 г. – преименува с. Юруклер на с. Николаево;
- Указ № 308/обн. 11.06.1893 г. – преименува с. Ревиш на с. Мария Луизино;
- Указ 338 от 1893 г. – преименува с. Исуфани на с. Климентинино;
- Указ № 404/обн. 22.11.1896 г. – преименува с. Калъчлари на с. Виноград;
- Указ № 462/обн. 21.12.1906 г. – преименува с. Сейди кьой на с. Житница;

– преименува с. Кара Хасан на с. Лозен;
- МЗ № 2820/обн. 14.08.1934 г. – преименува с. Лефеджии на с. Бряговица;

– преименува с. Юруклери на с. Владислав;
– преименува с. Чок бунар на с. Водно;
– преименува с. Бей Върбовка на с. Върбовка;
– преименува м. Демир кьой на м. Железарци;
– преименува с. Тестеджи кьой на с. Житница;
– преименува с. Кавлаклари на с. Кавлак;
– преименува с. Паша кьой на с. Пашовско;
– преименува с. Индже кьой на с. Теменуга;
– преименува с. Чаир на с. Теодосиево;
– преименува с. Куруджа ерен на с. Царево градище;
– преименува с. Крал бунар на с. Царски извор;
- МЗ № 3775/обн. 07.12.1934 г. – преименува м. Раш кьой (Рам кьой) на м. Любенци;
- през 1934 – 1946 г. – заличено е с. Житница поради изселване без административен акт;
- МЗ № 6628/обн. 29.11.1946 г. – преименува с. Мария Луизино на с. Благоево;
- МЗ № 7552/обн. 22.11.1947 г. – преименува с. Климентинино на с. Балканци;
- Указ № 236/обн. 28.05.1950 г.:: – преименува с. Царски извор на с. Чапаево;
- Указ № 48/обн. 09.02.1951 г. – преименува с. Теодосиево на с. Камен;

– преименува с. Царево градище на с. Ново градище;
- Указ № 334/обн. 13.07.1951 г. – преименува с. Пашовско на с. Мирово;
- през 1956 г. – осъвременено е името на с. Асеньово на с. Асеново без административен акт;
- Указ № 50/обн. 09.02.1960 г. – преименува с. Върбовка на с. Нова Върбовка;
- Указ № 546/обн. 15.09.1964 г. – признава с. Стражица за с.гр.т. Стражица;
- Указ № 829/обн. 29.08.1969 г. – признава с.гр.т. Стражица за гр. Стражица;
- Указ № 2294/обн. 26.12.1978 г. – признава м. Железарци и м. Любенци за села;
- Указ № 583/обн. ДВ бр.30/1981 г. – отделя с. Бойка (Лом Черковна) и землището му от община Стражица и го присъединява към община Бяла, област Русе;
- Указ № 232/обн. ДВ бр. 90/22.10.1993 г. – възстановява старото име на с. Чапаево на с. Царски извор;
- Указ № 165/обн. 19.06.2001 г. – отделя с. Паисий и землището му от община Стражица и го присъединява към община Горна Оряховица;

## Транспорт
През територията на общината, от югозапад на североизток, по долината на Голяма река преминава участък от 20,6 km от трасето на жп линията София – Горна Оряховица – Варна;
През общината преминават частично или изцяло 7 пътя от Републиканската пътна мрежа на България с обща дължина 112,5 km:
- участък от 15,5 km от Републикански път I-4 (от km 158,1 до km 173,6);
- участък от 48,1 km от Републикански път III-407 (от km 2,4 до km 50,5);
- участък от 17 km от Републикански път III-514 (от km 2 до km 19,0);
- целият участък от 9,7 km от Републикански път III-4005;
- началният участък от 11,3 km от Републикански път III-4072 (от km 0 до km 11,3);
- началният участък от 3 km от Републикански път III-4073 (от km 0 до km 3,0);
- последният участък от 7,9 km от Републикански път III-4082 (от km 29,6 до km 37,5).

## Топографска карта
- Лист от карта K-35-16. Мащаб: 1 : 100 000.
- Лист от карта K-35-17. Мащаб: 1 : 100 000.
- Лист от карта K-35-28. Мащаб: 1 : 100 000.
- Лист от карта K-35-29. Мащаб: 1 : 100 000.